# IP in IP
IP in IP (IP em IP) é um protocolo de tunelamento via IP que encapsula um pacote IP em outro pacote IP. Para isso, um cabeçalho externo é adicionado com SourceIP, o ponto de entrada do túnel e o ponto de destino, o ponto de saída do túnel. Ao fazer isso, o pacote interno não está modificado (exceto o campo TTL, que é diminuído). Os campos Don't Fragment e o Type Of Service devem ser copiados para o pacote externo. Se o tamanho do pacote for maior que o MTU Path, o pacote está fragmentado no encapsulador, o cabeçalho externo deve ser incluído. O decapsulador irá remontar o pacote.